# Gmina Radowo Małe
Die Gmina Radowo Małe (deutsch Gemeinde Klein Raddow) ist eine Landgemeinde in der Woiwodschaft Westpommern in Polen. Sie gehört zum Powiat Łobeski (Labeser Kreis). Der Verwaltungssitz befindet sich in Radowo Małe (Klein Raddow). 

## Gemeindegliederung
Zur Gmina Radowo Małe gehören 21 Ortsteile (Schulzenämter), denen weitere Ortschaften zugeordnet sind:
Ortsteile:
| - Borkowo Wielkie (Groß Borckenhagen) - Czachowo (Zachow) - Dargomyśl (Hoffelde) - Dobrkowo (Daberkow) - Gostomin (Justemin) - Karnice (Karnitz) - Maliniec (Höckenberg) - Mołdawin (Maldewin) - Orle (Haseleu) - Pogorzelica (Margarethenhof) - Radowo Małe (Klein Raddow) | - Radowo Wielkie (Groß Raddow) - Rekowo (Reckow) - Rogowo (Roggow A) - Siedlice (Zeitlitz) - Sienno Dolne (Schöneu) - Smorawina (Schmorow) - Strzmiele (Stramehl) - Troszczyno (Friedrichsgnade) - Wołkowo (Wolkow) - Żelmowo (Sallmow) |

Übrige Ortschaften: Borkowo Małe (Klein Borckenhagen), Gildnica (Amalienburg), Konie (Köhne), Krzekowo (Wilhelmsthal), Kwiatkowo (Vogelsang), Mołdawinek (Neu Maldewin), Radzim (Radem), Sienno Górne (Schöneu Gut B), Sułkowo (Friedrichsruh) und Uklejki (Wieck).

## Verkehr

### Straßen
Im Gebiet der Gmina Radowo Małe verlaufen zwei Woiwodschaftsstraßen:
- Die Droga wojewódzka 147 zieht sich mitten durch das Gemeindegebiet und stellt den Anschluss zur Kreisstadt Łobez (Labes) sowie zur Nachbarstadt Nowogard (Naugard,8 km nördlich von Wierzbięcin (Farbezin)) her.

- Die Droga wojewódzka 146 verläuft im südlichen Gemeindegebiet und verbindet es mit der Nachbarstadt Daber (Daber).

Eine untergeordnete Kreisstraße verbindet die Gmina mit der vormaligen Kreisstadt Resko (Regenwalde). Über Nebenstraßen und Landwege sind auch die übrigen Gemeindeortsteile verbunden.

### Schienen
Das Gebiet der heutigen Gmina Radowo Małe erhielt 1895 und 1907 Anschluss an das Eisenbahnnetz durch den Bau zweier Strecken, der Regenwalder Bahnen. Als erste wurde die Linie von Labes (heute polnisch: Łobez) nach Meesow (Mieszewo) und Daber (Dobra) mit Halt in Reckow (Rekowo) und Zeitlitz (Siedlice) errichtet. Dann wurde die Strecke von Regenwalde (Resko) nach Meesow gebaut, die in sechs Orten der heutigen Gmina Halt machte: Karnitz (Karnice), Groß Raddow (Radowo Wielkie), Wolkow (Wołkowo), Justemin (Gostomin), Sallmow (Żelmowo) und Hoffelde (Dargomyśsl).
Die Bahnstrecken wurden bis zu ihrer Stilllegung im Jahre 1989 seit 1945 von der Polnischen Staatsbahn (PKP) betrieben.